# Lonomia
Лономия — род чешуекрылых из семейства павлиноглазок и подсемейства Hemileucinae. Гусеницы этой бабочки покрыты волосками, содержащими сильный яд. 

## Систематика
В состав рода входят: 
- Lonomia achelous (Cramer, 1777) — Боливия, Венесуэла, Колумбия, Эквадор, Французская Гвиана, Бразилия, Перу, Суринам
- Lonomia beneluzi Lemaire, 2002 — Французская Гвиана
- Lonomia camox Lemaire, 1972 — Венесуэла, Французская Гвиана, Суринам
- Lonomia columbiana Lemaire, 1972 — Коста-Рика, Панама, Колумбия
- Lonomia descimoni Lemaire, 1972 — Боливия, Колумбия, Эквадор, Французская Гвиана, Перу, Суринам, Бразилия
- Lonomia diabolus Draudt, 1929 — Бразилия, Французская Гвиана
- Lonomia electra Druce, 1886 — Север Центральной Америки
- Lonomia francescae L. Racheli, 2005 — Эквадор
- Lonomia frankae Meister, Naumann, Brosch & Wenczel, 2005 — Перу
- Lonomia obliqua Walker, 1855 — Аргентина, Бразилия, Уругвай[1]
- Lonomia pseudobliqua Lemaire, 1973 — Боливия, Колумбия, Эквадор, Венесуэла, Перу
- Lonomia rufescens Lemaire, 1972 — Никарагуа, Коста-Рика, Панама, Колумбия, Перу
- Lonomia serranoi Lemaire, 2002 — Сальвадор
- Lonomia venezuelensis Lemaire, 1972 — Венесуэла